# Иштар (фильм)
«Ишта́р» (англ. Ishtar) — фильм режиссёра Элейн Мэй. Авантюрная комедия, музыкальный фильм. Снят американской компанией Columbia Pictures в Марокко и США, вышел на экраны в 1987 году. Несмотря на коммерческий провал, фильм занял своё место в ряду культовых фильмов для целого поколения зрителей.

## Сюжет
Певцу и композитору Лайлу Роджерсу (Битти), не самого большого ума и таланта, и его ещё более бездарному коллеге Чаку Кларку (Хоффман) не везёт на музыкальном поприще. Когда надежда разбогатеть и прославиться окончательно потеряна, они получают приглашение дать концерт в одном из отелей с двусмысленным названием «Касабланка» в Марокко на границе с неким государством Иштар на Севере Африки. В путешествии к месту выступления Лайл и Чак встречают загадочную незнакомку Ширру Ассель (Аджани) и оказываются втянуты в борьбу за власть между правящим эмиром, левыми повстанцами и международными спецслужбами.

## В ролях
- Уоррен Битти — Лайл Роджерс
- Дастин Хоффман — Чак Кларк
- Изабель Аджани — Ширра Ассель
- Чарлз Гродин — Джим Харрисон, ЦРУ
- Кэрол Кейн — Кэрол
- Джек Уэстон — Марти Фрид

## История создания[2]
У Уорена Битти сложились хорошие творческие и дружеские отношения с Элейн Мэй после того, как в 1978 году она оказала большую помощь в создании сценария для фильма «Небеса подождут» и его монтаже. Битти и Мэй стали искать идею для совместного проекта. Однажды Элейн высказала желание снять свой вариант серии комедийных фильмов «Дорога на…», участие в котором принимали звёзды своего времени Бинг Кросби, Боб Хоуп и Дороти Ламур. Было решено, что типаж Хоупа сыграет сам Битти, а образ, создававшийся Кросби, — Дастин Хоффман. Мэй написала сценарий, и после его коллективного прочтения все уверились, что при определённых изменениях он определённо будет иметь успех. Сценарий был представлен кинокомпании Columbia Pictures. Согласие на финансирование удалось получить далеко не сразу, именно из-за участия в проекте сразу двух звёзд и популярного автора при том, что все они были известны высокой степенью самокритичности в своей работе, иногда доходившей до патологического перфекционизма. Это могло затянуть съёмки и вызвать необходимость значительно увеличить бюджет. Но опасаясь, что сценарий потенциально успешной картины будет отдан другой компании, менеджеры Columbia Pictures приняли решение выделить 12,5 миллиона долларов для начала съёмок при общем плановом бюджета в сумме 27,5 миллиона долларов.
Съёмки картины начались в 1985 году в Марокко. Изначально студия настаивала, чтобы натурные съёмки происходили на Юго-Западе США: это сократило бы расходы и сделало бы кинопроцесс более контролируемым. Однако владевшая в то время киностудией Columbia Pictures The Coca-Cola Company имела на счетах в Марокко значительные денежные средства, которые по тамошним законам могли быть использованы только внутри страны, и по настоянию собственника кинематографисты приступили к съёмкам в этой североафриканской стране. Политическая ситуация была крайне нестабильной: только что была проведена операция «Деревянная нога», вооружённые силы Марокко вели боевые действия с боевыми подразделениями фронта Полисарио, имелась информация о планируемом палестинскими боевиками похищении еврея Хоффмана с целью получения громкого международного резонанса. Кроме того, имелись трудности производственного характера: никто в Марокко не имел опыта голливудского процесса организации съёмок, чрезвычайно трудно было организовать массовку. Начали возникать постоянные разногласия между Мэй, которая искала наиболее комичные ракурсы, и оператором Витторио Стораро, который требовал идеальной композиции, при этом Битти всё чаще занимал сторону оператора. Возникали конфликты, в результате которых руководители съёмок иногда не хотели даже разговаривать друг с другом. Пик противостояния был достигнут при подготовке к съёмке батальной сцены. На техническое замечание Битти Мэй резко ответила: «Вы хотите это снимать сами? Снимайте!». Съёмочная группа признала, что в другой ситуации режиссёр должна была быть немедленно уволена. Если бы Битти поддался на провокацию — фильм пришлось бы доснимать ему как режиссёру, без участия Мэй. Для достижения компромисса Битти пошёл на сокращение батальной сцены.
После возвращения съёмочной группы в Нью-Йорк Уоррен Битти заявил руководству студии, что Элейн Мэй не может далее быть режиссёром этого фильма, но Columbia Pictures, поддерживающая либеральный имидж сторонников женских прав и свобод, отказалась пойти на разрыв с Мэй. Было принято решение снимать каждый эпизод в двух вариантах — редакции Элейн и редакции Битти. Это увеличило расходы на съёмки практически в два раза.
К фильму, который не был ещё до конца снят, значительно выросло внимание СМИ в связи с обнародованием информации о перерасходе средств и увеличении и без того крупного бюджета фильма (составлявшего к тому времени уже более 30 миллионов долларов США). Различия в точках зрения на целесообразность и оправданность излишних трат привели к окончательному разрыву между бывшими друзьями Элейн Мэй и Уорреном Битти. Фильм продолжали преследовать неудачи. Поменялось руководство студии. Новый шеф Дэвид Патнам, известный, как продюсер картины «Огненные колесницы», являлся ярым противником непомерных бюджетных излишеств кинопроизводства Голливуда. В качестве примера он постоянно приводил Уоррена Битти — создателя относительно затратного фильма «Красные». Он также вспомнил и подверг открытой критике якобы имевшее место давление, которое Хоффман, используя влиятельность кинозвезды, оказывал на создателей фильма «Агата» с целью добиться изменений в сценарии.
Положение могло быть поправлено, если бы фильм вышел в прокат к Рождеству 1986 года. Объём отснятого материала составлял 108 часов. Три команды редакторов монтировали будущую картину в трёх различных редакциях — Битти, Хоффмана и Мэй. Расходы на постпродакшн продолжали расти. Постепенно становилось ясно, что к концу года премьера фильма не состоится. Информация о том, что картина выйдет не ранее весны 1987 года, подлила масла в огонь. Пресса саркастически переименовала «Иштар» в «Дорогу к краху» (англ. The Road to Ruin, намекая на название серии фильмов «Road to…» — идейную основу «Иштара») или в «Уорренгейт» (по аналогии с Уотергейтом). Все насмешки Битти воспринимал очень близко к сердцу, его стычки с Мэй усилились. Каждый из них считал версию другого неполной и не верной.
15 мая 1987 года фильм вышел в прокат. Кому принадлежит окончательный монтаж, неизвестно.

## Кассовые сборы
Фильм неплохо стартовал, собрав за первые дни проката 4,3 миллиона долларов. Однако последующая динамика привела к провалу. За всё время демонстрации в США фильм принёс 14,3 миллиона, в других странах — около 1,0 миллиона, а от проката фильма на различных носителях было получено 7,7 миллионов долларов США.

## Критика
Критика тех лет была практически единодушна в негативных оценках фильма:
«Иштар — поистине ужасное кино, безжизненный, массивный, неуклюжий опыт в попытке создать комедию. Режиссёр Элейн Мэй снарядила многомиллионную экспедицию в поисках сюжета, которого едва бы хватило на пятиминутный телевизионный скетч. Это не смешно, это не умно, это не интересно…» Роджер Эберт // Чикаго Сан-Таймс (15 мая 1987 года)
«Огромная неудача, катастрофа… — так готовили нас заранее к премьере Иштара. Но фильм немного не дотягивает до Великого провала. Это что-то более мелкое — маленькая пошлая комедия с небольшим количеством шуток» Хэл Хинсон // Вашингтон Пост (15 мая 1987 года).

## Дополнительные факты
- Авторы фильма считают, что провал был подготовлен и спровоцирован. В телевизионной беседе — интервью режиссёра Элейн Мэй с продюсером и писателем Майком Николсом было сделано несколько откровенных заявлений[7]:

Мэй: «Во время съёмок этого фильма Колумбию (Columbia Pictures Corporation) возглавил Дэвид Патнэм. Когда он пришёл (в том же году), Уоррен Битти снял фильм „Красные“, а Патнэм — „Огненные колесницы“, и они были прямыми соперниками в борьбе за награды Академии. Дэвид писал, и это было опубликовано в газетах, что Битти следует наказать за его излишнюю расточительность при производстве фильмов».
Николс: «…Я думаю, что после прихода на студию Дэвида Патнэма он казался прекрасным парнем. Но явно наговорил лишнего. „Иштар“, наверное, самый яркий пример из тех, что я знаю, самоубийства Голливудской киностудии. Ведь фильм имел прекрасный предварительный просмотр».
Мэй: «Три прекрасных предварительных просмотра».
Николс: «Тогда действительно странным кажется появление информации со ссылкой на источник внутри студии о том, что (при производстве фильма) были проблемы».
Мэй: «…Фильм носит характер политической сатиры. Когда начали выходить статьи, я подумала, что это ЦРУ. Я и представить не могла, что это идёт из студии. Дэвид Патнэм выбрал уникальный способ переделать Голливуд и превратить его в лучшее место. Он начал разваливать его изнутри».
- В результате кассового провала и формирования негативного имиджа The Coca-Cola Company переосмыслила своё участие в Columbia Pictures и спустя два года продала свою долю корпорации Sony.
- Провал фильма не повлиял на дружбу Хоффмана и Битти, позже они вместе снялись в фильме «Дик Трейси», имевшем большой успех.